# MOON.
“MOON.”是NEXTON旗下品牌Tactics于1997年11月21日发售，最初企划是“鬼畜催泪系ADV”的恋爱冒险游戏。
作为麻枝准、折户伸治、樋上至等现在Key的主要成员首次共同制作的作品，此作经常被称作“Key的原点”、“事实上的第1作”，一般被视为Key系游戏。根據Peaks曾發行的PC NEWS所公佈的日本全國美少女遊戲銷售量排行榜，MOON.DVD在2002年7月的日本全國美少女游戏销售排行榜排行第44位。MOON.Limited在2002年9月的日本全國美少女游戏销售排行榜排行第48位。
本作以封闭的宗教团体为舞台，并且有陵辱描写，这些都与以后Key的作品有很大的不同。但是，本作中也有许多和家人之间有各种各样的矛盾的角色，剧本创作的重点是各个角色的心理刻画。MOON.的音乐的评价也很高。从这些点来看，之后Kanon、AIR、CLANNAD等游戏中的Key的特点已经在本作中出现。
另外，一般来说恋爱冒险游戏的主人公都是男性，本作的主人公却是女性，这也是MOON.的一个特点。
小说版MOON.于1998年7月由Movic发售，作者是馆山绿。原声集和同栖的原声集捆绑，于2000年8月在Comiket 58发售。

## 概要
FARGO是以得到“不可视之力”为目的的宗教团体。时隔6年之后，主人公天泽郁未的母亲终于从FARGO回来与她团聚，但不久就离奇死亡。郁未为了给母亲复仇，潜入了那个宗教设施……

## 角色介绍
A栋的郁未和叶子都经历了最亲密的亲人的死亡，这一点可以说明MOON.和Key以后的作品一样“亲情”占有重要的位置。
天泽郁未（声优：Ruru）
主人公。为了给离奇死亡的母亲复仇潜入了母亲曾经生活过的FARGO的隔离设施。A栋，编号为A-12。性格认真、强势。运动神经拔群，是田径部的王牌。小学的时候父亲死亡，母亲失踪后维持生计方式不明。
巳间晴香（声优：AYA）
为了劝说在FARGO工作的哥哥回家潜入了设施。和主人公相遇并共同行动。C栋，编号为C-219。
名仓由依（声优：芹园宫）
为了寻找离家出走的姐姐和而主人公共同行动。性格乐观，却有着悲惨的过去。但是她自己对过去痛苦的事情没有记忆。B栋，编号为B-73。
随着和郁未接触的深入变得越来越能够直面苦难，精神上获得了成长。
鹿沼叶子（声优：児玉さとみ）
虔诚的FARGO信徒。内心深处有关于自己母亲的阴暗的回忆。和企图探寻FARGO的秘密的主人公对立。小时候就和母亲一起进入了FARGO。当时是在C栋，编号是C-112。后来因为和母亲之间发生的事情，被移居到了A栋。编号为A-9。
天泽未夜子
主人公的母亲。擅长的料理是奶油炖肉。时隔6年之后从FARGO回到了主人公的身边，但是不久就离奇死亡。在郁未使用叫做“MINMES”的回想记忆的装置的时候，在过去的记忆里出场。似乎小时候不受双亲宠爱。
巳间良佑（声优：神无月季）
巳间晴香的表兄。在FARGO的B栋工作。
名仓友里（声优：西田小麦）
名仓由依的姐姐。后悔自己没能拯救妹妹，为了得到“不可视之力”而进入了FARGO。C栋，编号为C-188。
（声优：Ruru）
在郁未使用锻炼精神负荷的装置“ELPOD”的时候出场。和主人公相貌相同，强迫主人公面对不想回忆起来的过去和自己的本性。
少年（声优：津波岚）
握有“不可视之力”的钥匙的最重要的人物。虽然是FARGO的人员，却在设施内和主人公同居生活。姓名到最后仍是个谜。天真温柔，远离尘世。
高槻（声优：后野祭）
FARGO的人员，在B栋工作。在FARGO的人员当中也经常旁若无人。名字不明。二次创作时被作为ARMS的主人公的姓名使用。
月
宗教团体的象征，黑幕一样的存在。
天泽未悠
郁未的女儿。

## 用语
FARGO宗教团体
故事发生的舞台。目的是通过给人类增加精神负荷，从而获得被称作“不可视之力”的超能力。根据之前人生经历的残酷程度所决定的“精神等级”的高低，进入宗教设施的信徒第一天就要被分成Class A、B、C三个等级。
MINMES
FARGO的隔离设施里的，通过把过去痛苦的回忆固定在内心一定的位置上，从而增强人类的心理承受力的装置。
ELPOD
FARGO的隔离设施里的，通过和另一个自己对峙，回顾过去自己的丑态来增强人类的心理承受力的装置。
不可视之力
FARGO追求的超能力。因为拥有能够强大到足以让人类自我崩溃的力量，所以为了得到它必须要增强心理承受力。
迷失体
因为承受不了“不可视之力”的力量而自我崩溃的人。

## 副标题
1. PRELUDE TO THE CRUELNESS
2. SUFFER FATE WORSE THAN DEATH
3. TERRIBLE SIGHT
4. SEEKER
5. SHE SAID, "YOU MURDERER!"
6. COLLISION I
7. FAREWELL (ADMIRABLE LITTLE GIRL)
8. THE NEXT PURPOSE
9. THE WARMTH OF HUMAN
10. DISAPPEARANCE
11. LAST WISH
12. THE TRUTH ALREDAY EXIST
13. SHUDDER RUNNING
14. COLLISION II
15. A FAMILY
16. A CREATURE OF EMOTION
17. DESPAIR I
18. DESPAIR II
19. SAND CASTLE (DESPAIR III)
20. STARTING OVER

## 發展

### 製作
該視覺小說負責人為YET11，本名為吉澤務。企劃由麻枝准，並與久弥直树參與腳本的撰寫。人物設計、原画由樋上至負責，而图形由、Shinorii負責。原聲音樂作曲由折户伸治、YET11、麻枝准等人參與。製作該視覺小說的工作人員麻枝准、久弥直树、樋上至、折户伸治後來成為Key創辦者。

### 推出
《MOON.》於1997年11月21日发售，須在Windows 95上使用CD-ROM來進行遊戲。Tactics於1998年8月21日发售改进了操作性的版本《MOON.RENEWAL》。AIS於2000年9月14日发售《Memorial Selection MOON.》廉价版。NEXTON於2002年7月12日发售修正了部分CG的DVD版本《MOON.DVD～Final Version～》和《MOON.～DVD LimitedEdition～》（删除了附加的RPG游戏）。NEXTON於2002年9月20日发售《MOON.～DVD LimitedEdition～》的CD-ROM版（3CD）《MOON.～CD LimitedEdition～》。NEXTON於2003年1月30日发售DVDPG化的《MOON.DVDPG Edition》。《MOON. For Windows XP/Vista/Windows 7》於2010年4月2日发售。

## 特典RPG
游戏通关之后解锁的特典RPG游戏。舞台叫做“T栋”的地方。通过在地下广大的正方形空间里与怪物交战升级，从而打倒“T栋”里的看守。团队是郁未、晴香、由依三人，但战斗系统是1对1。升级后会解锁和游戏中的情节相关的技能。使用技能可以在战斗中更换人物。DVD版删去了特典RPG。

## 小说
和ONE～光辉的季节～一样，作者是馆山绿。
- 出版社：Movic
- 作者：馆山绿
- 商品
  - MOON.〜 Movic Game Collection（初版：1998年7月31日）[13]ISBN 4-87763-014-7

## 原声集
和同栖捆绑，于Comiket 58发售。共31首原声，第1至15首是同栖的；第16至31首是MOON.的。
- 发售者：EXOBITANT RECORDS
- 商品
  - 同栖 & MOON. Original Soundtrack（发售日：2000年8月10日）
    - 作曲：折户伸治（01～04，06，09，10，13～20，22～25，27，28，31）、Myu（05，07，11）、Paste（08）、いしさん（12，26）、YET11(21，30)、麻枝准（29）

## 設定資料
PC版MOON.和ONE～光辉的季节～的设定资料集。全文刊登了MOON.和ONE的企划书。
- 发售者：Compass
  - Tactics設定原画集 MOON.&ONE～光辉的季节～（发售日：1998年10月31日）[14][15]ISBN 4-87763-014-7